# Gennaro Antonio De Simone
Gennaro Antonio De Simone, né le 17 septembre 1714 à Ginestra en Basilicate, alors dans le royaume de Naples et mort le 16 décembre 1780 à Terni, est un cardinal italien du XVIIIe siècle. Il est l'oncle du cardinal Camillo de Simone (1816) et le grand-oncle du cardinal Domenico de Simone (1830).

## Biographie
Gennaro De Simone exerce diverses fonctions au sein de la Curie romaine. Le pape Clément XIV le crée cardinal lors du consistoire du 15 mars 1773. De Simone participe au conclave de 1774-1775, lors duquel Pie VI est élu pape. Il est élu évêque de Pesaro en 1775.